# Friedlanderia cicatricella
Friedlanderia cicatricella — вид лускокрилих комах родини вогнівок-трав'янок (Crambidae).

## Поширення
Вид поширений в Європі. Присутній у фауні України.

## Опис
Розмах крил самця 21-24 мм, самиці — 34-38 мм.

## Спосіб життя
Імаго літають з червня по серпень. Личинки живляться листям куги озерної.